# Osterhofen

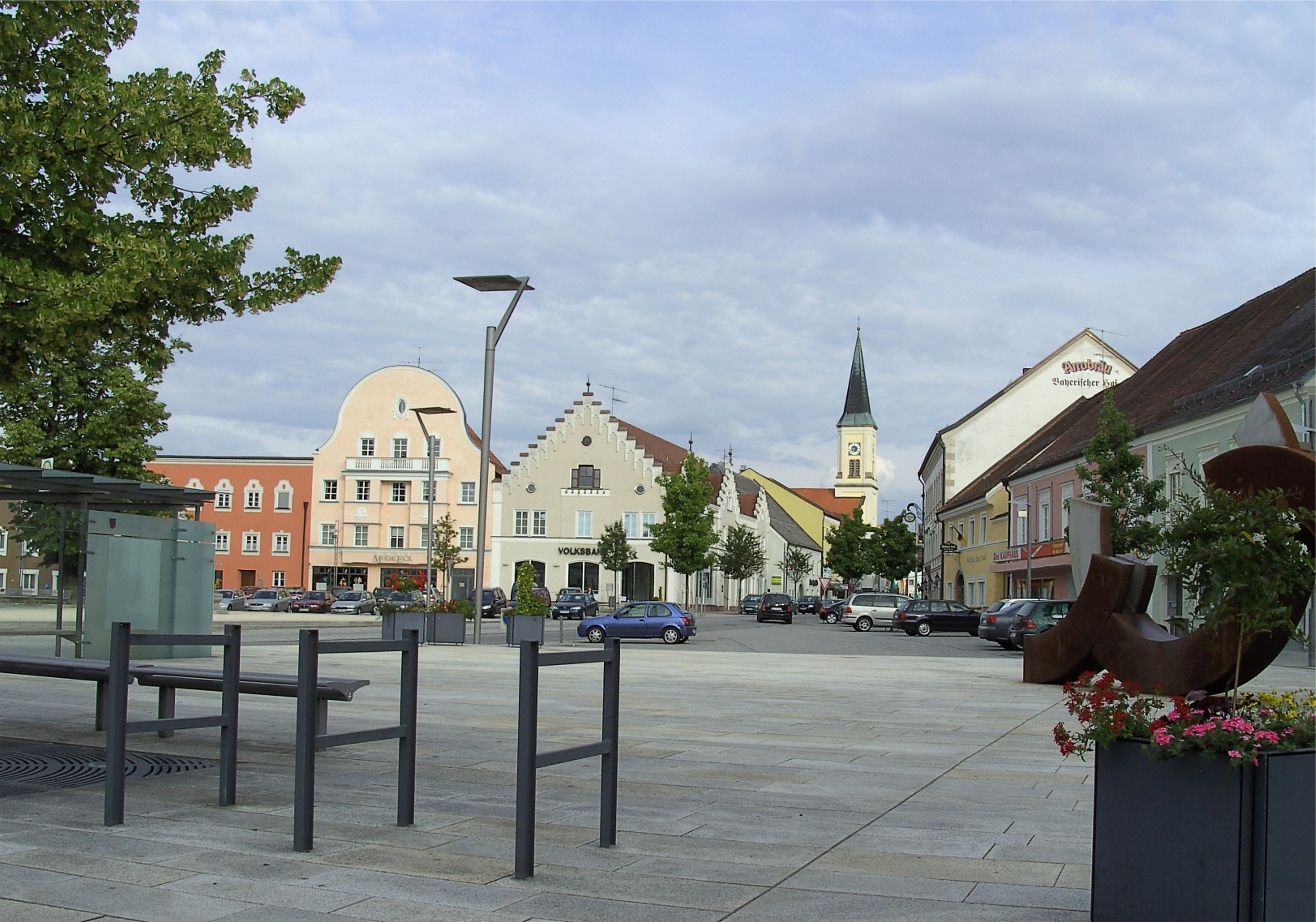
Der Marktplatz von Osterhofen

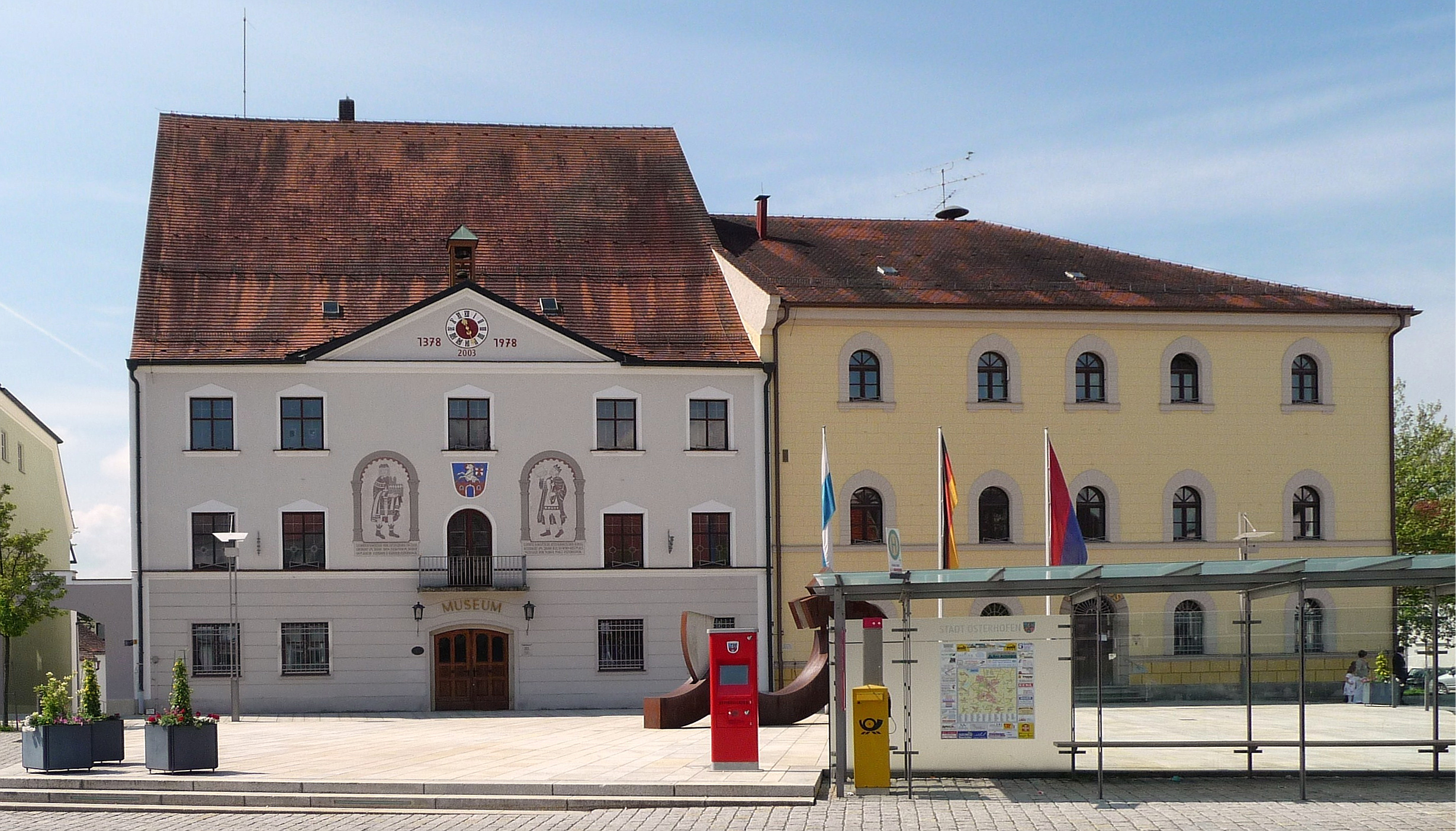
Heimatmuseum und Rathaus

Osterhofen ist eine Stadt im niederbayerischen Landkreis Deggendorf.

## Geografie

### Geografische Lage
Die Stadt liegt im Gäuboden zwischen Plattling und Vilshofen an der Donau. Das Stadtgebiet erstreckt sich von der Donau im Norden bis ins Vilstal im Süden.

### Nachbargemeinden
Osterhofen wird umgeben von den Gemeinden Niederalteich, Hengersberg und Winzer (alle nördlich der Donau), Künzing, Aldersbach (Landkreis Passau), Roßbach (Landkreis Rottal-Inn), Eichendorf (Landkreis Dingolfing-Landau), Wallerfing, Buchhofen und Moos.

### Gemeindegliederung
Es gibt 66 Gemeindeteile:
- Absdorf
- Aicha a.d.Donau
- Altenmarkt
- Anning
- Arbing
- Arbing i.Feld
- Aurolfing
- Blaimberg
- Bruderamming
- Endlau
- Eschlbach
- Galgweis
- Gergweis
- Glucking
- Göttersdorf
- Gramling
- Haardorf
- Haid
- Harbach
- Haunpolding
- Hitzenthal
- Holzapfelöd
- Holzhäuser
- Käferling
- Kälbermühl
- Kapfing
- Kasten
- Kirchdorf b.Osterhofen
- Klostermühl
- Königsöd
- Kuglstadt
- Lahhof
- Langenamming
- Linzing
- Maging
- Mahd
- Moos
- Mühlham
- Neu-Wisselsing
- Neuharbach
- Niedermünchsdorf
- Obergessenbach
- Oberndorf
- Osterhofen
- Ottach
- Polkasing
- Pöschlöd
- Raffelsdorf
- Reisach
- Reut
- Röslöd
- Roßfelden
- Ruckasing
- Schmiedorf
- Schneipping
- Schnelldorf
- Thundorf
- Untergessenbach
- Viehhausen
- Vierhöfen
- Werafing
- Willing
- Windhag
- Winklarn
- Wisselsing
- Zainach

## Geschichte

### Bis zum 19. Jahrhundert
Im heutigen Gemeindeteil Schmiedorf wurde während der Bandkeramik-Zeit zu Beginn des 5. Jahrtausends v. Chr. eine Kreisgrabenanlage errichtet. Die exakt kreisförmige Anlage wurde 1984 durch Magnetoprospektion entdeckt.
Neben dem hier gelegenen Kloster Osterhofen entstand eine große Ortschaft, die schon gegen Ende des 12. Jahrhunderts mit dem Marktrecht ausgestattet wurde. Kaiser Ludwig der Bayer erteilte dem Markt Osterhofen 1324 die völlige Gerichtsbarkeit mit Ausnahme der Fälle, auf welche die Todesstrafe stand.
Landgraf Johann von Leuchtenberg erwarb um 5000 Goldgulden vom Bamberger Bischof Lamprecht die Lehensrechte über die Hofmark und gründete 1378 in der Nähe des bisherigen Marktes Osterhofen die neue Stadt Osterhofen. Die Bürger siedelte man größtenteils um, wodurch das alte Osterhofen, das bis Ende des 16. Jahrhunderts auch Altosterhofen oder Osterhofen im alten Markte genannt wurde und seither Altenmarkt heißt, zum Dorf herabsank.
Im Jahre 1420 wurde Osterhofen an die Puchperger von Winzer erst verpfändet, dann um 8000 Gulden verkauft.
1427 erwarb Herzog Heinrich XVI. der Reiche von Bayern-Landshut die Stadt um 30.000 Gulden, die er durch einen Pfleger verwalten ließ.
Die Herzöge Wilhelm und Ludwig stifteten in Osterhofen ein Spital und übergaben es der Stadt 1531. Im Dreißigjährigen Krieg wurde Osterhofen 1632 niedergebrannt. 1803 wurde das Pfleggericht aufgelöst und stattdessen ein Rentamt hierher verlegt. 1839 erhielt Osterhofen ein königliches Landgericht, dessen Gebäude die Bürgerschaft auf eigene Kosten von Grund auf neu erbaute.

### Eingemeindungen
Im Zuge der Gebietsreform in Bayern wurden am 1. Januar 1972 die Gemeinden Altenmarkt, Anning, Galgweis (mit dem am 1. Januar 1964 aufgenommenen Oberndorf), Gergweis, Göttersdorf, Kirchdorf bei Osterhofen, Langenamming, Niedermünchsdorf und Wisselsing eingegliedert. Am 1. Januar 1978 kam Aicha an der Donau hinzu.

### Einwohnerentwicklung
Im Zeitraum 1988 bis 2018 wuchs die Stadt von 10.490 auf 11.798 um 1308 Einwohner bzw. um 12,5 %.
| Jahr | Einwohner |
| ---- | --------- |
| 1961 | 9.256     |
| 1970 | 10.016    |
| 1987 | 10.428    |
| 1991 | 11.056    |
| 1995 | 11.458    |
| 2005 | 12.084    |
| 2010 | 11.669    |
| 2015 | 11.602    |

## Politik

### Stadtrat
Sitzverteilungen im Stadtrat nach den Kommunalwahlen in Bayern 2020, und im Vergleich frühere Jahre:
|      | FW | CSU | SPD | AfD | Junge Liste | ödp | Grüne | PFW Osterhofen * | Gesamt |
| ---- | -- | --- | --- | --- | ----------- | --- | ----- | ---------------- | ------ |
| 2020 | 7  | 6   | 5   | 2   | 3           | 1   | –     | –                | 24     |
| 2014 | 7  | 6   | 6   | –   | 3           | 1   | 1     | –                | 24     |
| 2008 | 7  | 7   | 5   | –   | 2           | 1   | –     | 2                | 24     |

### Bürgermeister
Berufsmäßiger Erster Bürgermeister ist Thomas Etschmann (SPD). Er ist seit 1. Juli 2024 im Amt. Am 23. Juni 2024 wurde er mit 64,9 % gewählt.
Bei den Kommunalwahlen 2020 wurde Liane Sedlmeier (FW), die seit 2008 amtierte, erneut zur 1. Bürgermeisterin gewählt. In der Stichwahl zu den Kommunalwahlen in Bayern 2020 setzte sie sich am 29. März 2020 mit 53,4 Prozent gegen Thomas Etschmann durch. Deren Vorgänger war Horst Eckl (Freie Wähler).

### Politischer Aschermittwoch
Osterhofen war wiederholt Veranstaltungsort von Kundgebungen des politischer Aschermittwochs rechter Parteien. Bereits in den 1990er Jahren fanden mehrere Aschermittwochsversammlungen der rechtsextremen Republikanerin in der damaligen Donauhalle statt. Seit 2014 hielt die rechtspopulistische AfD ihre Kundgebung wiederholt im Donaucenter Schubert ab. Die Stadt kann die Veranstaltungen aufgrund privatrechtlicher Verträge nicht verhindern, positionierte sich aber wiederholt dagegen. Der Betreiber des Donaucenters hält die AfD für einen Kunden wie jeden anderen.

### Wappen
| Wappen der Stadt Osterhofen | Blasonierung: „In Blau über roter Zinnenmauer mit offenem Tor ein wachsendes, rot nimbiertes, golden bewehrtes silbernes Gotteslamm, das die Osterfahne an goldenem Kreuzstab trägt.“ |
| Wappen der Stadt Osterhofen | Das Wappen wird seit dem 15. Jahrhundert geführt. |

### Klima-Bündnis
Osterhofen ist Mitglied im internationalen Klima-Bündnis und hat damit ein Zeichen für den Willen zu Nachhaltigkeit in der Kommunalpolitik gesetzt.

### Städtepartnerschaften
- Tschechien, Stráž: Die Partnerschaft besteht offiziell seit dem 10. November 1997, aber bereits seit 1991 gab es immer wieder Treffen zwischen den beiden Städten; zwischen den beiden Städten findet auch ein Schüleraustausch statt.
- Irland, Ballybay: Die Partnerschaft mit Ballybay entstand aufgrund von privaten Kontakten, und wurde im August 2000 offiziell besiegelt.

## Kultur und Sehenswürdigkeiten

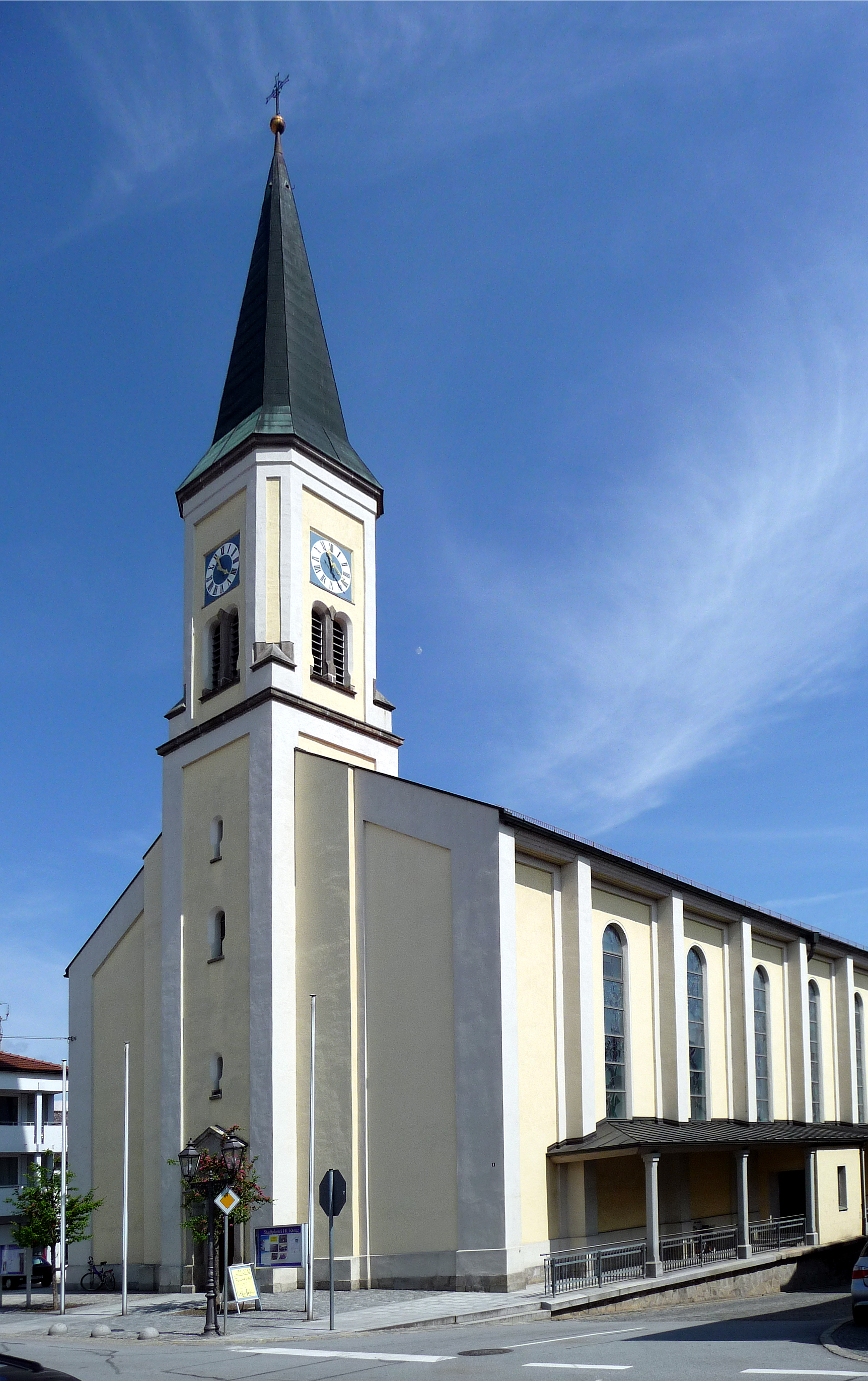
Die Stadtpfarrkirche Heiligkreuzauffindung

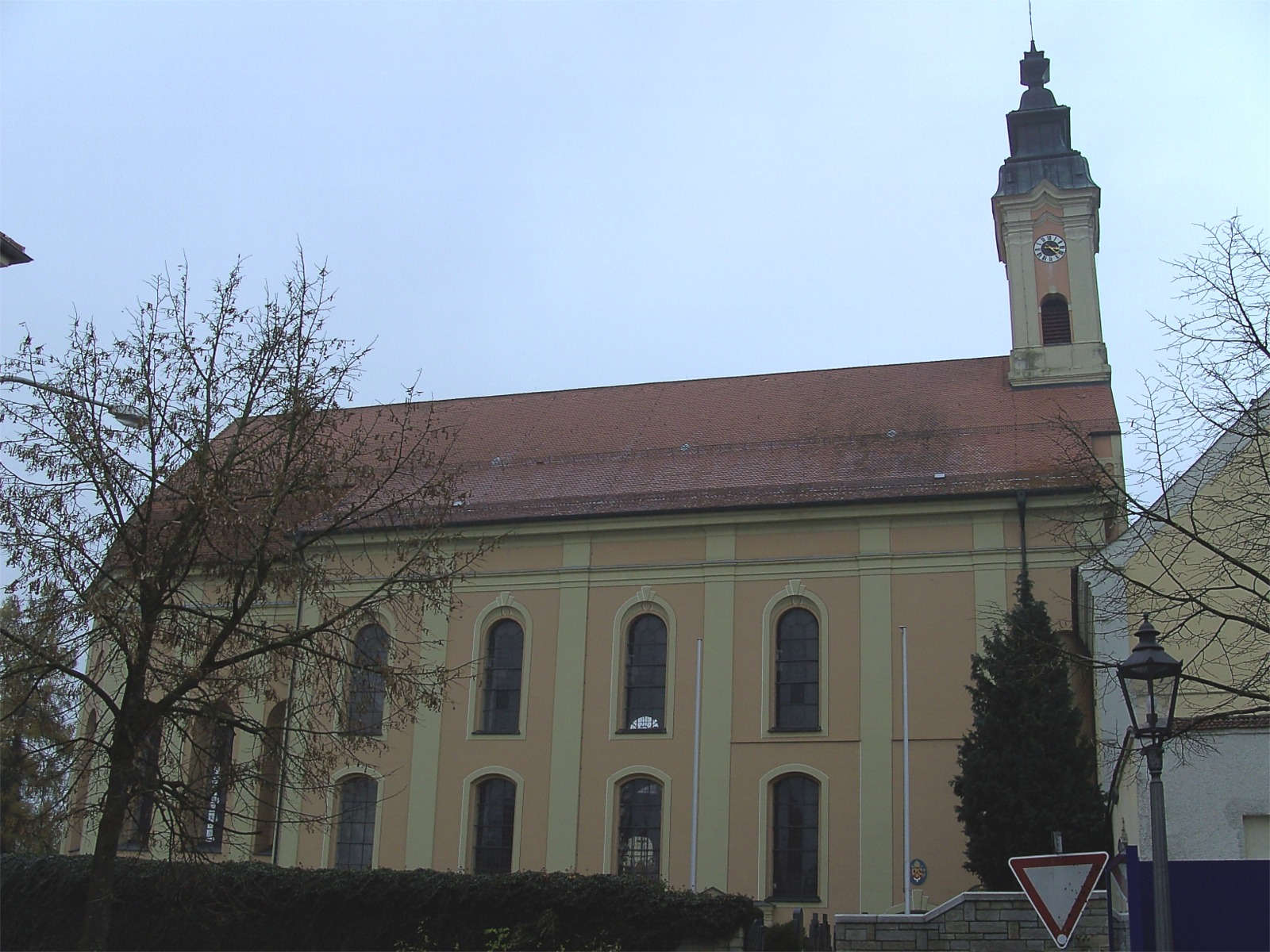
Die Asambasilika von Altenmarkt

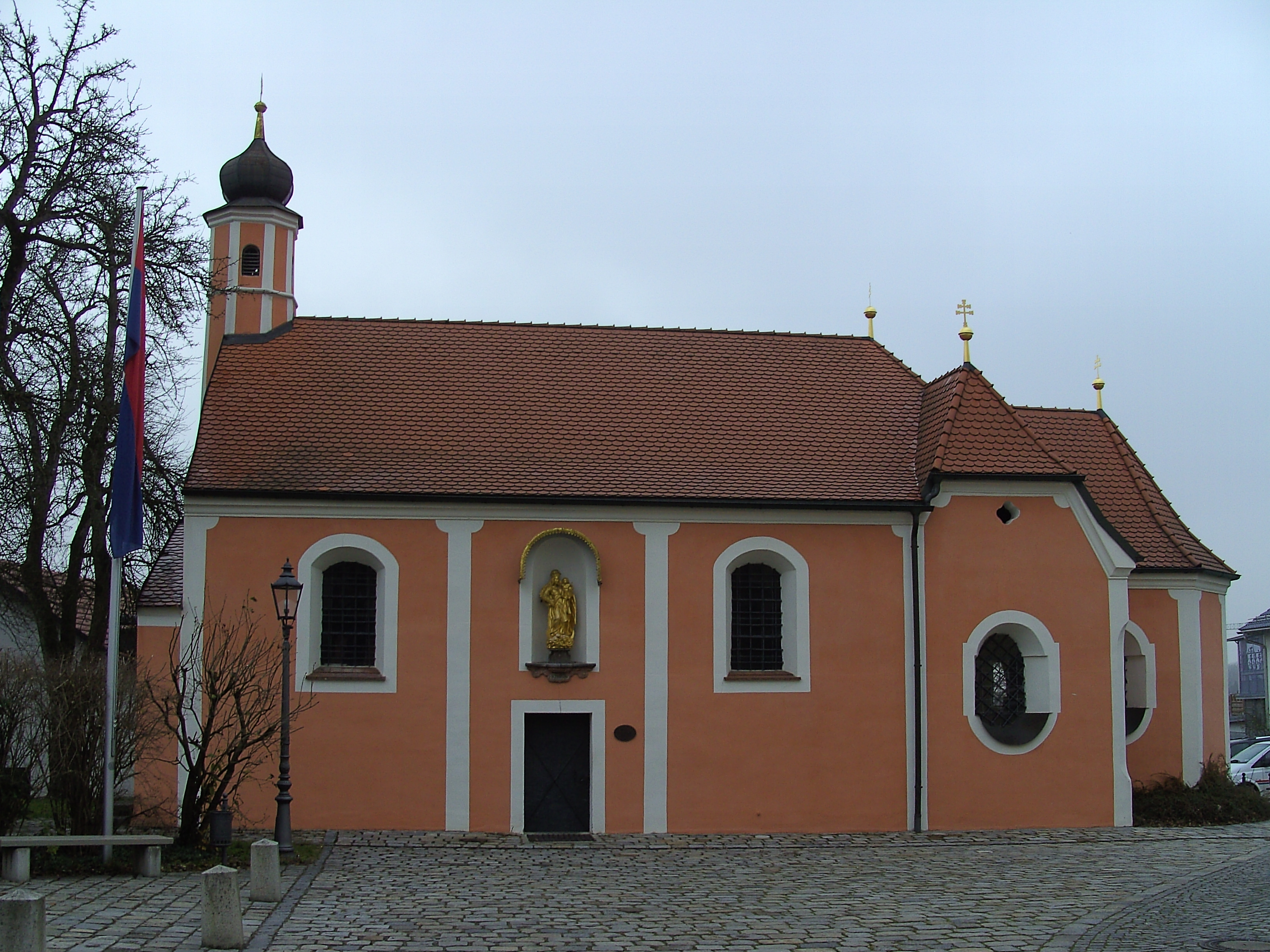
Die Wallfahrtskapelle 'Maria, Zuflucht der Sünder'

### Museen
- Heimatmuseum der Stadt Osterhofen
Museum unter anderem über die Stadtgeschichte, altes Handwerk, bäuerliches Gerät

### Bauwerke
- Basilika Altenmarkt: Die barocke Kirche St. Margaretha des ehemals dem Orden der Prämonstratenser gehörenden Klosters Altenmarkt und jetzige Pfarrkirche der Pfarrei Altenmarkt wurde 1726 von Johann Michael Fischer errichtet und von den Brüdern Cosmas Damian und Egid Quirin Asam ausgestattet. Die Kirche ist einer der frühesten selbständigen Bauten Fischers von bemerkenswerter Originalität. Der Titel Basilica minor wurde ihr 1983[14] durch Papst Johannes Paul II. verliehen. Von der Bauform ist sie eine Wandpfeilerkirche. Dieser konventionelle süddeutsche Typus wird von Fischer jedoch durch Abseitenkapellen auf ovalem Grundriss variiert, eine Reminiszenz an die kurvierte Architektur Böhmens und Mährens, die Fischer in seiner Lehrzeit kennengelernt hatte. Die kongeniale Ausstattung der Brüder Asam verleiht der Klosterkirche einen außergewöhnlich prächtigen, fast schon überreichen Raumeindruck.
- Wallfahrtskapelle Maria, Zuflucht der Sünder: Die Kapelle befindet gleich gegenüber der Asambasilika, sie wurde im Dreißigjährigen Krieg aus Dank für die Rettung vor den Schweden gebaut und 1640 eingeweiht.
- Wallfahrtskirche zum Kreuzberg in Haardorf
- Wallfahrtskirche Mariä Himmelfahrt und hl. Quirin in Thundorf

## Bildung
Osterhofen ist nicht nur wegen einiger seiner Töchter und Söhne bekannt, sondern ebenso als Ort ländlicher Bildung. Es befinden sich dort die Mittelschule Osterhofen und ein Schulstandort des Sonderpädagogischen Förderzentrums. 

## Verkehr
Osterhofen liegt an der
- Bahnstrecke Regensburg–Passau
- Bundesstraße 8
- Bundesautobahn 3 Regensburg–Passau in Hengersberg
- Bundesautobahn 92 München–Deggendorf in Plattling
- Fernradwege Donauradweg und EuroVelo 6 (Flüsseroute vom Atlantik bis zum Schwarzen Meer)

## Söhne und Töchter der Stadt
- Peter von Münichsdorf (nach 1400–1483), Benediktiner, Abt des Klosters Niederaltaich 1454–1466
- Mathias Denscherz (nach 1500–1550), Benediktiner, Abt des Klosters Niederaltaich 1546–1550
- Hermann Mitterer (1762–1829), Lithograph
- Utto Lang (1806–1884), Benediktiner, Abt des Klosters Metten 1856–1884
- Anton Dengler (1852–1914), langjähriger Bürgermeister von Godesberg
- Hans Segl (1885–1945), akademischer Kunstmaler und Restaurator
- Josef Brandl (1901–1991), Verwaltungsjurist im Generalgouvernement, Geschäftsführer des Kernforschungszentrums Karlsruhe
- Manfred Reichelt  (1947–1996), Künstler
- Wolfgang Weiß (* 1957), Kirchenhistoriker an der Würzburger Universität
- Günther Kolbe (* 1959), Jurist
- Angelika Schwarzhuber (* 1965), Roman- und Drehbuchautorin
- Alexandra Ranner (* 1967), Künstlerin
- Roman Deutinger (* 1970), Historiker